# Минимы
Мини́мы, миними́ты, пауланы (лат. Minimi, Ordo Minimorum, O.M. — буквально «наименьшие») — католический нищенствующий монашеский орден, основанный в XV веке в Италии святым Франциском из Паолы.

## Организация
По данным на 2014 год орден насчитывал 45 монастырей. Наибольшее число обителей расположено в Италии, Испании, Франции и Бразилии. Общее число монахов — 183, из которых 120 — священники. На гербе начертано слово «Charitas» (милосердие). Минимы управляют рядом образовательных коллегий и католических университетов, руководят кафедрами в ряде других университетов, в том числе в Урбанианском. Резиденция генерала ордена расположена в принадлежащей минимам римской церкви Сант-Андреа-делле-Фратте.
Женская ветвь ордена наиболее интенсивно развивалась в Испании, также есть французские и итальянские монастыри. В 2005 году насчитывалось 116 монахинь в 13 обителях. Существуют также две небольшие женские конгрегации — Сёстры-минимитки Богоматери-заступницы (179 монахинь) и Сёстры-минимитки Страстей Господних (113 монахинь), которые руководствуются духовностью минимов, но являются самостоятельными конгрегациями.

## История

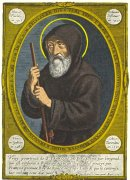
Основатель ордена — святой Франциск из Паолы, 1507 г.

Основатель ордена, святой Франциск из Паолы, в 12-летнем возрасте поступил в новициат францисканцев, однако через год оставил францисканский монастырь ради отшельнической жизни. Через некоторое время вокруг него сложилась община, получившая название «Отшельники святого Франциска Ассизского». Датой основания общины считается 1435 год. Франциск и его последователи основали монастыри в Патерно в 1444 году и в Милаццо (Сицилия) в 1469 году.
В 1471 году деятельность отшельнической общины нашла поддержку у архиепископа Козенцы, который высказал ей одобрение. В 1474 году папа Сикст IV утвердил новый нищенствующий монашеский орден под именем «Конгрегация эремитов брата Франциска из Паолы».
В 1483 году король Франции Людовик XI пригласил святого Франциска из Паолы в своё королевство, где Франциск основал новую общину ордена. Через некоторое время его последователи появились и в Испании.
Долгое время новый орден не имел постоянного имени, его членов называли «эремиты брата Франциска», «добрые люди» и т. д. В Испании братьев поначалу называли «отцами победы», из-за того, что, по преданию, Франциск из Паолы предсказал королю Фердинанду V победу над маврами под Малагой. В 1493 году папа Александр VI в булле Meritis religiosae vitae присвоил ордену имя «Эремиты ордена минимов», и с этого времени отшельники святого Франциска из Паолы известны под именем минимы или минимиты. В 1497 году они были приглашены императором Максимилианом в Германию.

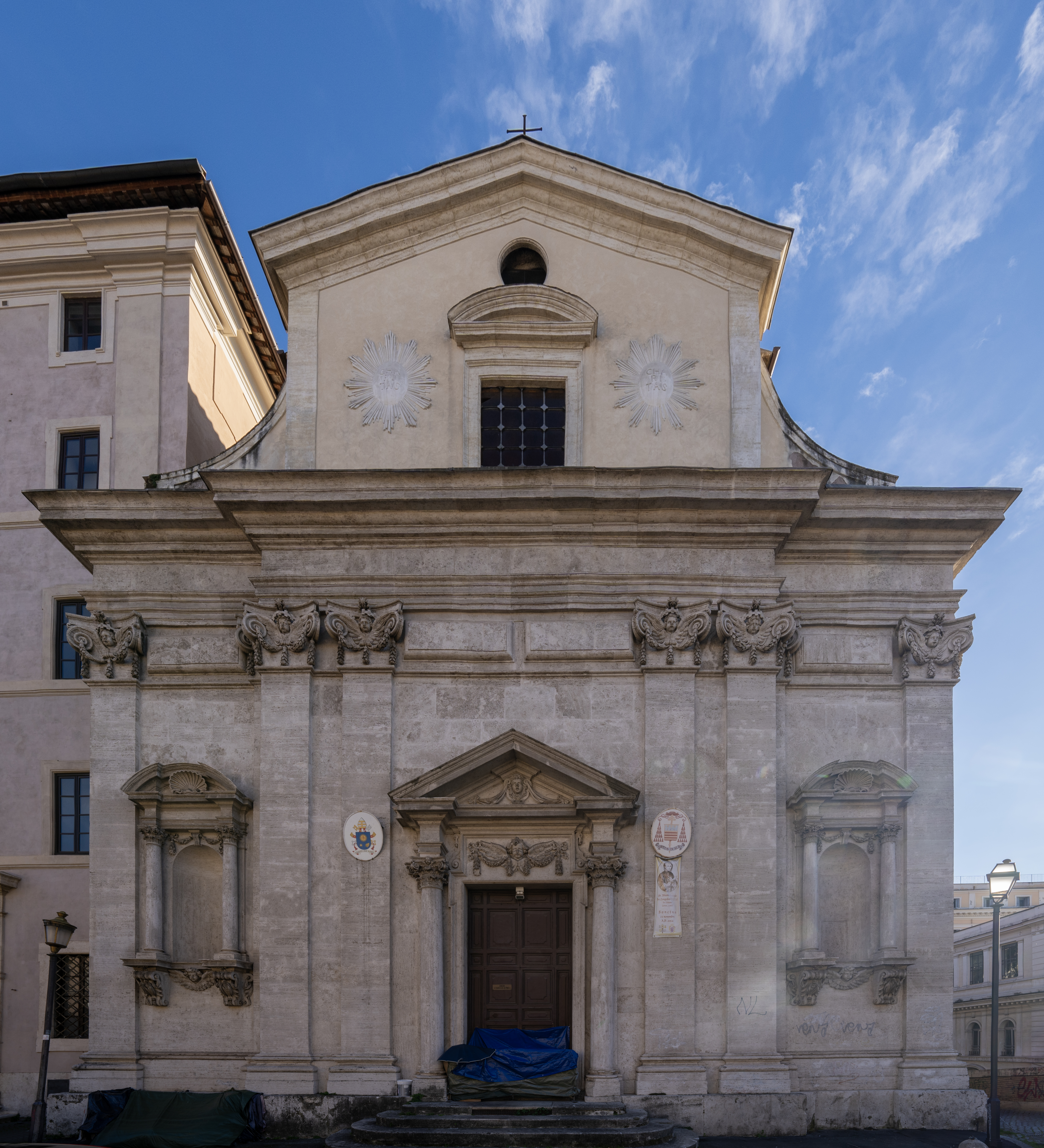
Главная церковь ордена — Сан-Франческо-ди-Паола в Риме.

В 1495 году была создана женская ветвь ордена, а в 1501 году — община терциариев. В 1506 году папа Юлий II одобрил новый устав минимов. В XVI веке минимы обладали более 200 обителями, в XVII веке, на который пришёлся расцвет ордена, орден минимов насчитывал 450 монастырей, расположенных в большинстве стран Западной Европы, Мексике, Перу и Индии.
В XVII веке минимы расширили область своей деятельности, начав заниматься научной и преподавательской деятельностью. Гонения, последовавшие на орден в период Великой Французской революции, несколько пошатнули орден, однако в XIX веке упадок был отчасти преодолён.

## Устав ордена
Минимы живут по францисканскому уставу повышенной строгости. Одеяния делаются из грубой чёрной шерсти, опоясываются тонкой чёрной верёвкой. Минимы придерживаются строгих аскетических практик, соблюдают строгий пост.

## Известные минимы
- Франциск из Паолы (1416—1507) — основатель ордена
- Мерсенн, Марен (1588—1648) — математик и философ
- Лалеманде, Иоанн (1595—1647) — теолог
- Плюмье, Шарль (1646—1704) — ботаник
- Саджо, Никола (1650—1709) — святой
- Гисланди, Витторе (1655—1743) — живописец
- Фейе, Луи (1660—1732) — географ и ботаник
- Жакье, Франсуа (1711—1788) — математик

## Интересные факты
В начале XVII века монахи-минимы основали в Мюнхене пивную фабрику и назвали её «Пауланер», в честь основателя ордена — Франциска из Паолы. Фабрика и по сей день производит одноимённое пиво, на этикетке изображён монах ордена минимов.